# Tribálios

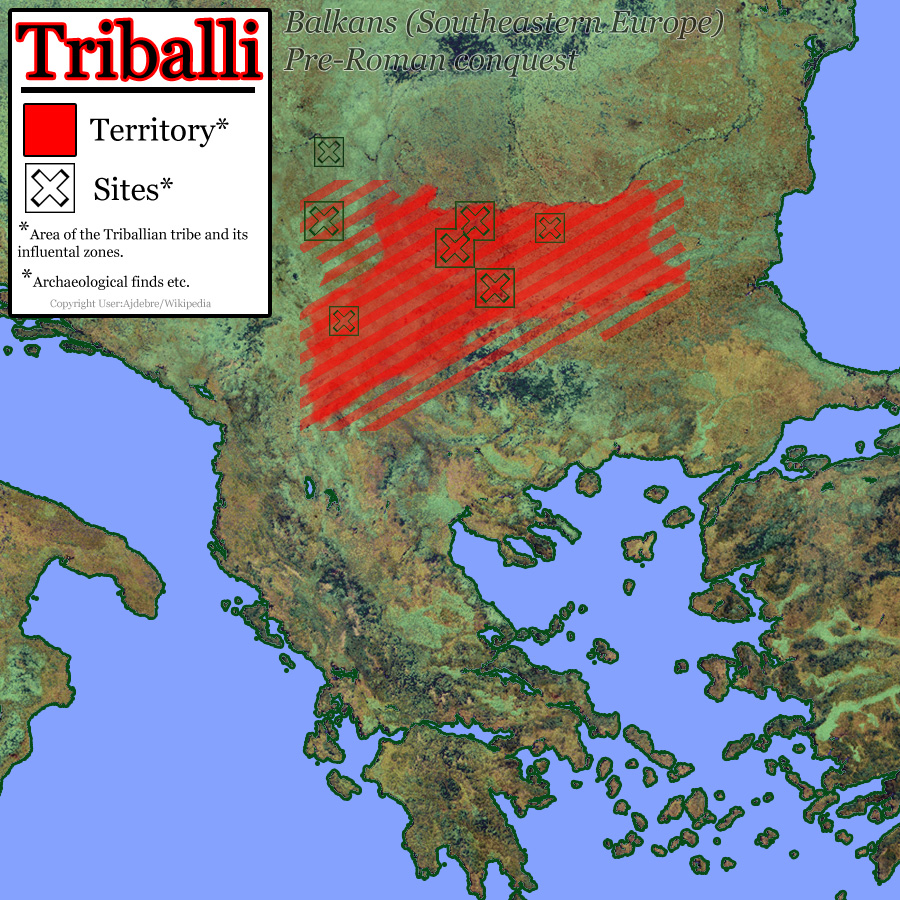
Em vermelho o território tribálio.

Tribálios (em latim: Triballi; em grego: Τριβαλλοί; romaniz.: Triballoí) eram um povo Ilírio (ou trácio) cujo lar seria próximo à junção dos rios Angro e Brongo e incluía, ao sul, as planícies tribálias, o que corresponde hoje à planície de Cosovo na Sérvia.
Em 424 a.C., eles foram atacados pelo rei Sitalces, rei dos odrisianos, que foi derrotado e morto. Mas por outro lado, foram conquistados pelos autariatas, uma tribo ilíria (não há informação adequada sobre a data deste evento).
Em 376 a.C., um grande grupo de tribálios cruzou os Montes Hemo (atualmente a Cordilheira dos Bálcãs) e avançou até Abdera, Trácia. Quando estavam se preparando para sitiar a cidade, Cábrias, general ateniense, apareceu na costa com a sua frota e os compeliu a se retirar.
Em 339 a.C., Filipe II, ao retornar da sua expedição contra os citas, foi abordado pelos tribálios, que não permitiram a sua passagem pela região dos Montes Hemo, a menos que compartilhasse parte do saque. Começaram os conflitos e Filipe II foi derrotado, quase perdendo a sua vida, mas a tribo parece ter sido subjugada um pouco depois.
Após a morte de Filipe II, os tribálios pegaram em armas novamente. Alexandre o Grande, em 334 a.C.,[carece de fontes?] cruzou o Hemo e dirigiu-os à junção do Ligino com o Danúbio, onde os derrotou. O rei tribálio Sirmo refugiou-se em Peuce (uma ilha do Danúbio), mas Alexandre, apesar da superioridade numérica, não conseguiu tomar a ilha. Alexandre cruzou o Danúbio e derrotou os getas; Sirmo enviou embaixadores a Alexandre, pedindo a amizade de Alexandre, que aceitou.
Aproximadamente em 280 a.C., uma multidão de gauleses sob o comando de Cerétrio derrotou os getas e os tribólios.
Durante aproximadamente cinquenta anos (135 a.C. a 84 a.C.), os tribálios causaram muitos problemas aos governadores romanos da Macedônia.